# Силва, Жуан (футболист)
Жуан Педру Эйра Антунеш да Силва (порт. João Pedro Eira Antunes da Silva; род. 14 января 1999, Брага) — португальский футболист, защитник клуба «Кортрейк».

## Карьера

### Начало карьеры
Воспитанник футбольного клуба «Брага». В августе 2014 года футболист на правах аренды выступал за португальскую команду до 17 лет бразильского клуба «Палмейрас» под названием «Брага Палмейрас». Летом 2015 года перешёл в лиссабонский «Спортинг». Летом 2020 года футболист стал выступать за резервную команду клуба. Также стал привлекаться к играм с основной командой лиссабонского клуба. Впервые попал в заявку на матч квалификацию Лиги Европы УЕФА 24 сентября 2020 года против шотландского клуба «Абердин». За сам клуб футболист так и не дебютировал.

### «Истра 1961»
В феврале 2021 года футболист на правах аренды через испанский клуб «Алавес» отправился в хорватскую «Истрe 1961». Дебютировал за клуб 28 февраля 2021 года в матче против клуба «Горица». Вскоре быстро закрепился в основной команде клуба. По итогу сезона стал серебряным призёром Кубка Хорватии. 
Летом 2021 года футболист готовился к новому сезону с хорватским клубом. Первый матч сыграл 31 июля 2021 года против клуба «Горица». Свой дебютный гол за клуб забил 2 октября 2021 года в матче против клуба «Риека». В клубе стал ключевым центральным защитником. За два сезона в клубе провёл 44 матча во всех турнирах, отличившись своим единственным забитым голом. В мае 2022 года по окончании срока арендного соглашения покинул клуб.

### «Кортрейк»
В июле 2022 года футболист перешёл в бельгийский клуб «Кортрейк», заключив контракт сроком на 3 года. Дебютировал за клуб 23 июля 2022 года в матче против клуба «Ауд-Хеверле Лёвен». Дебютный гол за клуб забил 19 февраля 2023 года против «Андерлехта». Футболист быстро закрепился в основной команде бельгийского клуба, остановившись на четырнадцатом итоговом месте в рамках чемпионата. Сам футболист отличился за клуб 2 забитыми голами и результативной передачей.
Новый сезон футболист начал 30 июля 2023 года с матча против «Гента», выйдя на поле в стартовом составе.